# 도적질하지 말지니라
"도적질하지 말지니라"(Thou shalt not steal)는 십계명의 여덟번째 계명에 해당하는 율법이다. 이 계명은 개인의 사유재산의 소유권을 신적으로 보호하도록 하는 것이다. 이 율법은 상속, 노동 또는 재화의 댓가외의 어떤 다른 소득을 금하는 것이다.  성경은 부에 대하여 필연적으로 악하다고 말하지 않는다.
사유재산은 자본주의에서는 기본권이며, 부의 축적은 허용된다. 하지만, 남의 재산을 허가 없이 가져오는 것은 절도죄로 금하고 있다.

## 같이 보기
- 노아의 7법
- 십계명